# Надбання Уппсали

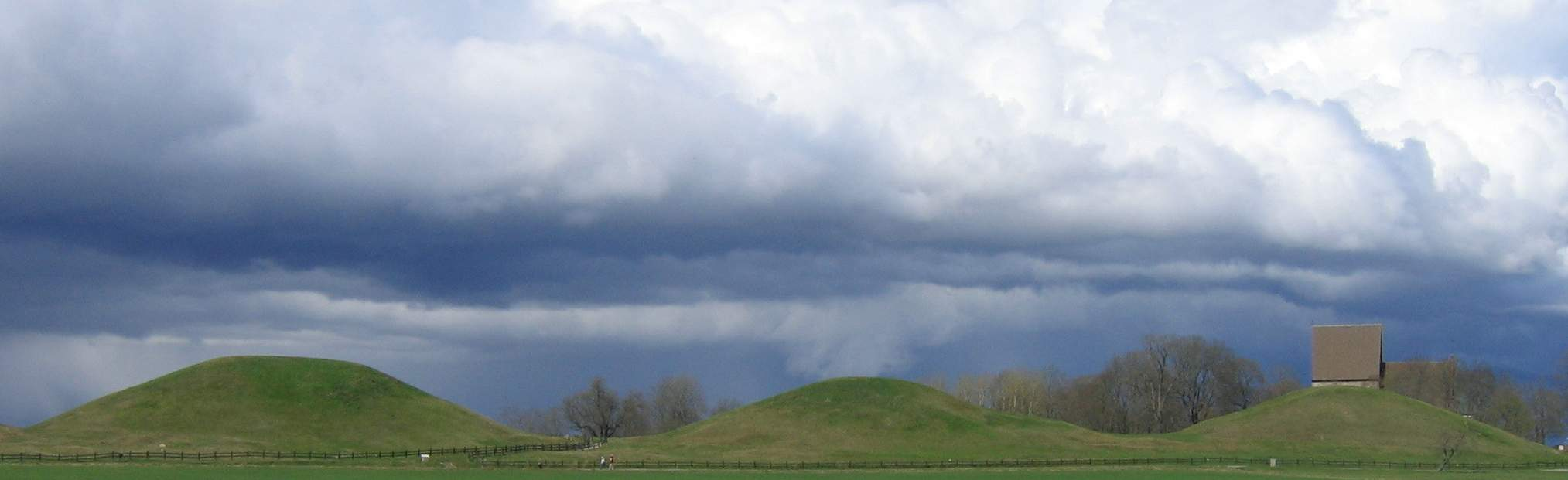
Уппсала був центром Уппсали, якій дала свою назву

Надбання Уппсали (давньоскан. Uppsala auðr или Uppsala øðr давньоскан. Uppsala auðr или Uppsala øðr Uppsala auðr або Uppsala øðr) — збірна назва маєтків шведської корони в період Середньовіччя, в чию задачу входило утримувати конунга і його свиту та забезпечувати всім необхідним під час його подорожі по країні .

## Структура і історія
Майже в кожній хундаре існувало хоча б один такий маєток, що називалося Хусбю. Кожен Хусбю є резиденцією збирача королівських податків і місця зберігання оброку . Найбільш широко Хусбю були представлені на Свеаланді .
Історія появи Надбання Уппсали невідома, але історик XIII століття Сноррі Стурлусон стверджує, що це була пожертва аса Фрейра Храму Уппсали, який він заснував .
|  | Freyr reisti at Uppsölum hof mikit, ok setti þar höfuðstað sinn; lagði þar til allar skyldir sínar, lönd ok lausa aura; þá hófst Uppsala auðr, ok hefir haldist æ síðan . |  | Фрейр возвер великий Храм Уппсали, і зробив його своїм головним місцем і передав йому всі свої податки, землі і майно. Звідси пішло Надбання Уппсали і завжди з тих пір існує. |  |

Хоча точно і невідомі розміри Надбання Уппсали, окремі володіння названі в Законах Хелсінгланда і Законах Готланда. У середньовічних шведських законах сказано, що Надбання Уппсали повинно переходити в руках королівської влади без втрат. Однак після об'єднання країни і консолідації королівської влади, окремі частини Надбання Уппсали були роздані дворянам і церковникам, в порушення цих законів. Причиною цьому послужило те, що податки стали стягуватися в готівковій формі.

## Склад
- Стара Уппсала
- Хусбю в Венделі
- Стара Сигтуна
- Хусабю
- Ховгорден